# Mimausa
MIMAUSA (acronyme de Mémoire et impact des mines d'uranium : synthèse et archives) est une base de données française développée depuis 2003 par l'Institut de radioprotection et de sûreté nucléaire, visant à recenser les anciens sites liés à l'exploitation de l'uranium en France. Demandé par le Ministère de l'Écologie, l'inventaire a été rendu accessible en ligne en 2009,.
Mimausa correspond précisément à un programme composé de deux volets, dont l'un constitue la base de données, et l'autre l'ensemble des travaux de terrain visant à actualiser les données répertoriées, se traduisant notamment en rapports consacrés à un territoire spécifique. Les enquêtes de terrain constituent l'occasion de réaliser des relevés et des prélèvements qui permettent de contrôler les données produites par Areva.
La base de données a fait l'objet d'une importante mise à jour en 2017. Elle propose au grand public des informations relatives aux 250 sites miniers d'uranium répertoriés sur le territoire de France métropolitaine, actifs entre 1950 et 2001 (localisation, géologie, historique, points d'eau, surveillance...).

## Analyse
Les chercheuses Sophie Bretesché et Marie Ponnet estiment que « ce recensement opère comme un inventaire sans pour autant créer les conditions d’une mémoire des sites », faute de traces et signes visibles dans l'espace.